# Eibenschütz Johanna
Gmehling Hermanné Eibenschütz Johanna (Pest, 1862. július 16. – Budapest, 1919. szeptember 27.) opera-énekesnő.

## Pályafutása
Híres művészcsaládból származott és énektanulmányait Bécsben, Marie Louise Dustmann-Meyernél végezte. 1885-ben Reichenbergben lépett színpadra, itt 1887-ig szerepelt. Különféle német színpadokon játszott: az apródot Az álarcosbálban és A hugenottákban, Annchent A bűvös vadászban, Micaelát a Carmenben stb., később Elzát Lohengrinben, Carment, Santuzzát stb. énekelte. Ez utóbbit ő kreálta a ischli operában. Működött Grazban (1887/88), Danzigban (1888/89),  a Magyar Királyi Operához Máder Rezső igazgatása alatt 1889-ben szerződtették. Utána Zürichben (1891/92), Brünnben (1892/93) szerepelt. Összesen hat évi működés után férjhez ment és megvált a színpadtól.